# Jorge Amado
Pour les articles homonymes, voir Jorge Amado (homme politique), Amado et Faria.
Œuvres principales
Bahia de tous les saints
 Dona Flor et ses deux maris
Jorge Amado de Faria, né le 10 août 1912 à Itabuna, dans l'État de Bahia, et mort le 6 août 2001 à Salvador, dans l'État de Bahia, est un écrivain brésilien de l'école moderniste.

## Biographie
Un des plus grands auteurs brésiliens, Jorge Amado est né à Itabuna au sud de l'État de Bahia dans une fazenda. Fils de João Amado de Faria et de D. Eulália Leal, Jorge Amado arrive en 1931 à Rio de Janeiro pour y étudier le droit. Son œuvre, traduite en 49 langues, se déroule le plus souvent dans les bas-fonds des communautés noires et mulâtres de la province de Bahia où il a presque toujours vécu, si ce n'est, au début des années 1950, pendant deux ou trois années d'exil politique à Paris, Prague et Dobříš, siège de l'Union des écrivains tchécoslovaques qui l'accueille pendant ce séjour forcé en Europe.
Athée, il devient membre du Parti communiste brésilien (PCB). Il commence comme militant communiste de 1941 à 1942, mais il doit s'exiler en Argentine et en Uruguay. Quand il revient au Brésil, il se sépare de sa première femme Matilde Garcia Rosa. Il est élu, au nom de ce même parti, à l'Assemblée nationale constituante de 1945. La même année, il se remarie avec l'écrivaine Zélia Gattai.
En 1947, il a un fils, João Jorge. La même année, le parti communiste est déclaré illégal : ses membres sont arrêtés et persécutés. Amado choisit l'exil avec sa famille et se réfugie en France. Il demeure à Paris jusqu'en 1950, période durant laquelle, sa femme, Zélia Gattai obtient un diplôme de littérature à la Sorbonne. Puis il part en Tchécoslovaquie jusqu'en 1952. Il voyage ensuite en Union soviétique. En Europe, il rencontre Picasso et Aragon.
À son retour au Brésil, en 1955, Amado abandonne l'activité politique et quitte le Parti communiste brésilien.
C'est l'auteur le plus adapté à la télévision brésilienne, et au cinéma, avec Tieta d'Agreste, Dona Flor et ses deux maris, et Gabriela, girofle et cannelle.
En 1984, il a été promu commandeur de la Légion d'honneur par le président de la République française Mitterrand.
Il est lauréat du prix Lénine pour la paix en 1951 et du Goncourt brésilien, le prix Camões en 1994, ainsi que de nombreux autres prix. Il était membre du comité d'honneur de la Maison internationale des poètes et des écrivains à Saint-Malo.
Georges Moustaki cite Jorge Amado dans sa chanson "Bahia", alors qu'Amado fait de Moustaki un personnage de son roman Yansan des orages (1988).

## Distinctions
- Grand-officier de l'ordre de l'Infant Dom Henri
- Grand officier de l'ordre de Sant'Iago de l'Épée

## Œuvre

### Romans
- O país do carnaval, 1931.Publié en français sous le titre Le Pays du carnaval, traduit par Alice Raillard, Éditions Gallimard, Paris, coll. « Du monde entier », 1990, 172 p.  (ISBN 2-07-071911-1) ; réédition, Paris, Gallimard, Folio no 4012, 2004
- Cacau, 1933.Publié en français sous le titre Cacao, traduit par Jean Orecchioni, Paris, Nagel, coll. « Les Grands romans étrangers », 1955, puis sous le titre Cacao, nouvelle traduction par Jean Orecchioni, Paris, Stock, coll. « Bibliothèque cosmopolite », 1984, 121 p.  (ISBN 2-234-01754-8) ; réédition, Paris, Flammarion, J'ai lu no 10089, 2012
- Suor, 1934.Publié en français sous le titre Suor, traduit. par Alice Raillard, Paris, Temps Actuels, 1983, 160 p.  (ISBN 2-201-01620-8) ; réédition, Paris, Gallimard, Folio no 2314, 1991
- Jubiabá, 1935 ou Bahia de todos os Santos, nouvelle version 1945.Publié en français sous le titre Bahia de tous les saints, traduit par Michel Berveiller et Pierre Hourcade, Paris, Gallimard, 1938, 269 p. ; réédition, Paris, Gallimard, Folio no 1299, 1981 ; adapté au cinéma en 1986 sous le titre Bahia de tous les saints
- Mar Morto, 1936.Publié en français sous le titre Mar Morto, traduit par Noël-A. François, Paris, Nagel, coll. « Les Grands romans étrangers », 1949, 290 p. ; réédition, Paris, Garnier-Flammarion no 388, 1982
- Capitães da areia, 1937.Publié en français sous le titre Capitaines des Sables, traduit par Vanina, Paris, Gallimard, coll. « La Croix du Sud », 1952, 255 p. ; réédition, Paris, Gallimard, L'Imaginaire no 141, 1984
- Terras do sem fim, 1943.Publié en français sous le titre Terre violente, traduit par Claude Plessis, Paris, Nagel, coll. « Les Grands romans étrangers », 1946, 355 p., puis sous le titre Les Terres du bout du monde, traduit par Isabel Meyrelles, Paris, Messidor-Temps actuels, 1985, 318 p. ; réédition, Paris, Gallimard, Folio no 2313, 1991
- São Jorge dos Ilhéus, 1944.Publié en français sous le titre La Terre aux fruits d'or, trad. par Violante do Canto, Paris, Nagel, coll. « Les Grands romans étrangers », 1951, 416 p, puis sous le titre La Terre aux fruits d'or, traduit par Isabel Meyrelles, Paris, Messidor, coll. « Collection littéraire. Lettres étrangères », 1986, 457 p.  (ISBN 2-209-05832-5) ; réédition, Paris, Gallimard, Folio no 2726, 1995
- Seara vermelha, 1946.Publié en français sous le titre Les Chemins de la faim, traduit par Violante do Canto, Paris, Les Éditeurs français réunis, 1951, 383 p. ; réédition, Paris, Gallimard, Folio no 2232, 1991
- Os subterrâneos da liberdade, (partie 1 : Os Aspros tempos ; partie 2 : Agonia da noite), 1954.Publié en français sous le titre Les Souterrains de la liberté, traduit par Isabel Meyrelles, Paris, Temps actuels, 1984, 2 vol. (vol. 1 : Les Temps difficiles, 536 p.  (ISBN 2-20905574-1) ; vol. 2 : L'Agonie de la nuit, 560 p.  (ISBN 2-209-05628-4)
- Gabriela, Cravo e Canela, 1958.Publié en français sous le titre Gabriella, fille du Brésil, traduit par Violante Do Canto et Maurice Roche, Paris, Seghers-l'Inter, coll. « Les Grands romans de l'Inter », 1959, 249 p. ; puis sous le titre Gabriela, girofle et cannelle : chronique d'une ville de l'État de Bahia, traduit par Georges Boisvert, Paris, Stock, coll. « Le Nouveau Cabinet cosmopolite », 1983, 445 p.  (ISBN 2-234-01668-1) ; réédition, Paris, Le Livre de poche no 5930, 1984
- A morte e a morte de Quincas Berro d'Água, 1961.Publié en français sous le titre Les Deux Morts de Quinquin-la-Flotte, traduit par Georges Boisvert, Paris, Stock, 1971, 130 p.
- Os velhos marinheiros : ou o Capitão de longo curso, 1961.Publié en français sous le titre Le Vieux marin : ou Toute la vérité sur les fameuses aventures du commandant Vasco Moscoso de Aragon, capitaine au long cours, traduit par Alice Raillard, Paris, Stock, coll. « Le Cabinet cosmopolite », 1978, 349 p.  (ISBN 2-234-00686-4)
- Os pastores da noite, 1964.Publié en français sous le titre Les Pâtres de la nuit, traduit par Conrad Detrez, Paris, Stock, 1970 ; réédition, Paris, Le Livre de poche no 5067, 1978 ; réédition, Paris, Le Livre de poche. Biblio no 3300, 1998
- Dona Flor e seus dois maridos, 1966.Publié en français sous le titre Dona Flor et ses deux maris : histoire morale, histoire d'amour, traduit par Georgette Tavares-Bastos, Paris, Stock, 1972, 537 p. ; réédition, Paris, Le Livre de poche no 6111, 1985
- Tenda dos milagres, 1969.Publié en français sous le titre La Boutique aux miracles, traduit du brésilien par Alice Raillard, Paris, Stock, coll. « Le Nouveau Cabinet cosmopolite », 1984, 393 p.  (ISBN 2-234-00551-5) ; réédition, Paris, Le Livre de poche no 6201, 1986
- Tereza Batista, cansada de guerra, 1972.Publié en français sous le titre Tereza Batista, traduit par Alice Raillard, Paris, Stock, coll. « Le Cabinet cosmopolite », 1974, XIX-353 p.  (ISBN 2-234-00126-9) ; réédition, Paris, Le Livre de poche no 5738, 1983 ; réédition, Paris, Le Livre de poche. Biblio no 3301, 1998
- Tieta do Agreste, pastora de cabras : ou a Volta da filha pródiga, 1977.Publié en français sous le titre Tieta d'Agreste, gardienne de chèvres ou le Retour de la fille prodigue, traduit par Alice Raillard, Paris, Stock, coll. « Le Nouveau Cabinet cosmopolite », 1979, 660 p.  (ISBN 2-234-00921-9)
- Farda, fardão : camisola de dormir, 1979.Publié en français sous le titre La Bataille du Petit Trianon : fable pour éveiller une espérance, traduit par Alice Raillard, Paris, Stock, coll. « Le Nouveau Cabinet cosmopolite », 1980, 322 p.  (ISBN 2-234-01310-0)
- Tocaia grande : a face obscura, 1984.Publié en français sous le titre Tocaia grande : la face cachée, traduit par Jean Orecchioni, Paris, Stock, coll. « Le Nouveau Cabinet cosmopolite », 1985, 513 p.  (ISBN 2-234-01817-X) ; réédition, Paris, Le Livre de poche no 6771, 1990
- O sumiço da santa : uma história de feitiçaria, 1988.Publié en français sous le titre Yansan des orages : une histoire de sorcellerie, traduit du portugais par Jean Orecchioni, Paris, Stock, coll. « Le Nouveau Cabinet cosmopolite », 1989, 479 p.  (ISBN 2-234-02202-9) ; réédition, Paris, Le Livre de poche no 6978, 1991
- A descoberta da America pelos Turcos : ou De como o Arabe Jamil Bichara desbravador de florestas de visita a cidade de Itabuna para dar abasto ao corpo, ali lhe ofereceram fortuna e casamento ou ainda Os esponsais de Adma, 1994.Publié en français sous le titre La Découverte de l'Amérique par les Turcs : ou Comment l'Arabe Jamil Bichara, défricheur de terres vierges, venu en la bonne ville d'Itabuna pour satisfaire aux nécessités du corps, s'y vit offrir fortune et mariage ou encore Les fiançailles d'Adma, traduit par Jean Orecchioni, Paris, Stock, coll. « Le Nouveau Cabinet cosmopolite », 1992, 115 p.  (ISBN 2-234-02494-3)
- O milagre dos pássaros, 1997

Directement en français : 
- Conversations avec Alice Raillard, Paris, Gallimard, 1990, XII-326 p.  (ISBN 2-07-071910-3)

### Recueils de nouvelles, nouvelles et contes
- O mundo da paz, 1951
- O gato Malhado e a andorinha Sinhá : uma historia de amor, 1976.Publié en français sous le titre Le Chat et l'hirondelle : une histoire d'amour, traduit par Alice Raillard, illustrations de Carybé, Paris, Stock, 1983, 71 p.  (ISBN 2-234-01647-9)
- Do recente milagre dos pássaros, 1979.Publié en français sous le titre Du miracle des oiseaux survenu récemment en terre d'Alagoas sur les rives du rio São Francisco, traduit par Alice Raillard, illustré par Floriano Teixeira, Paris, Messidor, 1990, 59 p.  (ISBN 2-209-06419-8)

### Livres pour enfants
- A bola e o goleiro, littérature pour la jeunesse, 1984.

### Biographies
- ABC de Castro Alves, biographie, 1941: Le Bateau négrier : la vie du poète Castro Alves, traduit par Isabel Meyrelles, Paris, Messidor, 1988, 321 p.  (ISBN 2-209-06057-5).
- O cavaleiro da esperança, biographie, 1942: Le Chevalier de l'espérance : Vie de Luis Carlos Prestes, traduit par Julia et Georges Soria, Paris, Les Éditeurs français réunis, 1949, 381 p.

### Théâtre
- O amor do soldado, théâtre, 1947.

### Poésies
- A estrada do mar, poésie, 1938.

### Guides
- Bahia de Todos os Santos, guide, 1945

### Mémoires
- O menino grapiúna, mémoires, 1982.
- Navegação de cabotagem : apontamentos para um livro de memórias que jamais escreverei, mémoires, 1992 : Navigation de cabotage : notes pour des mémoires que je n'écrirai jamais, traduit par Alice Raillard, Gallimard, coll. « Du monde entier », Paris, 1996, 616 p.  (ISBN 2-07-073321-1) ; réédition, Paris, Gallimard, Folio no 3088, 1998.

## Brève analyse de son œuvre
Ses romans unissent la critique sociale et l'inspiration folklorique.

## Citation
- « Les pauvres sont si malheureux que, quand ce sera la mode de chier de l'argent, eh bien eux, seront constipés. »[réf. nécessaire]

## Galerie

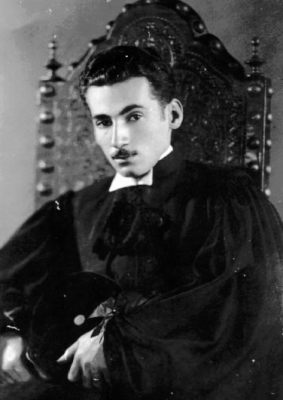
Jorge Amado, 1935